# Johann Albert Fabricius
Johann Albert Fabricius (Leipzig, 11 de novembre de 1668 - Hamburg, 30 d'abril de 1736) fou un bibliògraf i bibliotecari alemany.
Era fill del músic i compositor Werner Fabricius autor entre altres de la Deliciae Harmonicae (1656). Els pares van morir quan era jove. Al seu llit de mort, son pare el va confiar a la protecció al teòleg Valentin Alberti, que va ser el seu mentor en els estudis de medicina, telologia i filologia. Després va estudiar sota J.G. Herrichen, i a Quedlinburg sota Samuel Schmid, a la llibreria del qual es va aficionar a la compilació de llibres destacats clàssics.
A poc a poc es va distanciar de les controvèrsies teològiques per concentrar-se en l'estudi bibliogràfic dels escrits de l'antigüita greco-romana i romana d'Orient. El 1688 va publicar Scriptorum recentiorum decas i el 1689 (amb el nom Faber) Decas Decadum, sive plagiariorum et pseudonymorum centuria. Va estudiar medicina i després teologia. A partir del 1693 va viure a Hamburg com a llibreter de J. F. Meyer. Va obtenir la cadira de retòrica i ètica. Va morir a Hamburg.
Va escriure o editar 128 llibres. És conegut pel seu inventari bibliogràfic de del grec anticen catorze volums Bibliotheca Graeca (1705-1728) des d'Homer fins a la caiguda de Constantinoble, revisada i continuada per G.C. Harles, 1790-1812). Va seguir la Bibliotheca Latina (1697) en dos volums. El seu llibre Bibliotheca latina mediae et infimae aetatis (1734-36), és el primer repertori científic de la literatura medieval. També va editar els anomenats Evangelis apòcrifs, texts sobre la vida de Jesucrist, contemporanis o anteriors als evangelis oficials, però no reconeguts per l'Església catòlica com «canònics»
Altres obres a considerar són: Bibliotheca Antiquaria; Centifolium Lutheranum; Bibliotheca Ecclesiastica (1718), Codex Apocryphus (1703) i el Codex pseudepigraphus Veteris Testamenti (1722).
Son gendre H.S. Reimare va escriure una biografia en llatí De Vita et Scriptis J.A. Fabricii Commentarius.